# Daði Freyr
Daði Freyr Pétursson (Reykjavík, 30 giugno 1992) è un cantante islandese.
È divenuto noto a seguito della sua vittoria ai Söngvakeppnin 2020 con il brano Think About Things, con il quale avrebbe dovuto rappresentare l'Islanda all'Eurovision Song Contest 2020 ma in seguito all'annullamento dell'evento a causa della pandemia di COVID-19 è stato riconfermato come rappresentante nazionale all'edizione del 2021, dove ha cantato 10 Years.

## Biografia
Freyr si è diplomato alla Fjölbrautarskóli Suðurlands Multicultural School nel 2012 e successivamente al BA in Music Management and Audio Production di Berlino nel 2017. La sua prima esperienza musicale è stata con il gruppo RetRoBot, con cui ha vinto il concorso nazionale Músíktilraunir, e nel 2012 hanno pubblicato l'album Blackout.
Lasciato il gruppo, Freyr si è trasferito in Germania, dove ha avviato la sua carriera da solista sotto lo pseudonimo Mixophrygian. Attraverso questo nome nel 2015 ha pubblicato il suo album di debutto Forever. Due anni più tardi ha preso parte al Söngvakeppnin 2017 accompagnato dai Gagnamagnið (gruppo creato appositamente per la manifestazione) con il brano Hvað með það?, raggiungendo la serata finale, ove si classifica al secondo posto con la versione inglese del brano Is This Love?.
Nel 2020 ha partecipato nuovamente, sempre con la sua band, al Söngvakeppnin con il brano Gagnamagnið, riuscendo a vincere la manifestazione con la versione inglese del brano, Think About Things, e diventando di diritto il rappresentante nazionale per l'Eurovision Song Contest 2020 a Rotterdam. In seguito all'annullamento dell'evento due mesi prima a causa della pandemia di COVID-19, Freyr ha confermato che non avrebbe preso parte alla prossima edizione del Söngvakeppnin, ma che avrebbe potuto accettare l'invito di rappresentare la sua nazione se l'emittente nazionale dovesse optare per una selezione interna. Il 14 maggio 2020, dopo aver vinto Eurovision: Sveriges 12:a, è stato invitato al Melodifestivalen 2021 come ospite.
Il 23 ottobre 2020, è stato confermato che l'ente radiotelevisivo islandese RÚV ha selezionato l'artista internamente, insieme ai Gagnamagnið, per rappresentare nuovamente la nazione all'Eurovision Song Contest 2021 a Rotterdam. Il suo nuovo brano eurovisivo, 10 Years, è stato svelato nel marzo 2021. Nel maggio successivo, dopo essersi qualificato dalla seconda semifinale, Daði Freyr si è esibito nella finale eurovisiva, dove si è piazzato al 4º posto su 26 partecipanti con 378 punti totalizzati, regalando all'Islanda il suo miglior piazzamento dall'edizione del 2009.

## Vita privata
Daði Freyr è sposato con la musicista Árný Fjóla Ásmundsdóttir, membro dei Gagnamagnið, con cui ha avuto due figlie: una nel 2019 e una nel 2021

## Discografia

### Da solista
Album in studio
- 2015 – Forever (pubblicato come Mixophrygian)
- 2019 – & Co.
- 2023 – I Made an Album

EP
- 2017 – Næsta skref
- 2021 – Welcome
- 2023 – I'm Making an Album 1/3
- 2023 – I'm Still Making an Album 2/3
- 2024 – How Daði Stole Christmas

Singoli come artista principale
- 2017 – Næsta skref
- 2018 – Seinni tíma vandamál
- 2018 – Skiptir ekki máli
- 2018 – Allir dagar eru Jólin með þér
- 2019 – Heyri ekki (feat. Don Tox)
- 2019 – Endurtaka mig (feat. Blaer)
- 2019 – Ég er að fíla mig (Langar ekki að hvíla mig)
- 2020 – Think About Things
- 2020 – Where We Wanna Be
- 2020 – Every Moment Is Christmas with You
- 2021 – Feel the Love (con Ásdís)
- 2021 – 10 Years
- 2021 – Something Magical
- 2022 – Sabada
- 2022 – I'm Fine
- 2023 – Whole Again
- 2024 – I'm Not Bitter/Outside
- 2024 – Fuck City/Together
- 2024 – Somebody Else Now
- 2025 – I Don't Wanna Talk

Singoli come artista ospite
- 2022 – Happy People (Tokio Hotel feat. Daði Freyr)

### Con i RetRoBot
- 2012 – Blackout

## Riconoscimenti
- Íslensku tónlistarverðlaunin
  - 2021 – Canzone dell'anno – pop per Think About Things[14]
  - 2021 – Candidatura all'Esibizione musicale dell'anno[14]